# Made in U.S.A.
Made in U.S.A. é um filme francês dirigido por Jean-Luc Godard lançado no ano de 1966 e protagonizado por Anna Karina.
Foi o último filme que Jean-Luc Godard fez com Anna Karina, que atuou em alguns dos seus filmes mais célebres como Une femme est une femme, Bande à part e Pierrot le fou. O filme tem um teor político e uma narrativa pouco linear, além de ter claras referências que o diretor anos depois usaria em Weekend (1967) e alguns dos seus filmes seguintes.

## Sinopse
Paula Nelson (Anna Karina) vai para Atlantic-Cité para encontrar seu amante, Richard Politzer, em um ponto desconhecido no futuro (possivelmente 1969). Uma vez lá, ela descobre que Richard está morto e decide investigar.